# Bishōjo senshi Sailor Moon (videogioco)
Bishōjo senshi Sailor Moon (美少女戦士セーラームーン?, Bishōjo senshi Sērā Mūn) è un videogioco picchiaduro a scorrimento sviluppato da Angel nel 1993 per Super Nintendo. Il gioco è stato tradotto in francese nel 1994. La versione per Sega Mega Drive è stata sviluppata e pubblicata da Ma-Ba, benché alcuni elementi sono stati riciclati dalla versione per Super Famicom.

## Modalità di gioco
Il gioco è ambientato durante la prima stagione dell'anime Sailor Moon ed il giocatore controlla una delle cinque guerriere sailor, ognuna delle quali è dotata di particolari tecniche individuali.
Il gioco è diviso in cinque livelli:
- Quartiere latino (boss: Bakene)
- Parco dei divertimenti (boss: Muurido)
- Macchina segreta (boss: Zoisite travestito da Sailor Moon)
- Polo nord (boss: Kunzite)
- Regno delle tenebre (boss: Principe Endymion e Regina Beryl)

I cinque personaggi selezionabili dal giocatore sono
- Sailor Moon
- Sailor Mercury
- Sailor Mars
- Sailor Jupiter
- Sailor Venus

I nemici presenti durante i livelli del gioco sono principalmente gli youma del Regno delle Tenebre comparsi negli episodi dell'anime; se più di un nemico dello stesso tipo compaiono contemporaneamente, gli altri sono colorati in modo differente:
- Akan (dall'episodio 32 Terrore al Luna Park)
- Crane Arashino Joe (dall'episodio 8 Un mostro... ma di bravura)
- Jumeau (dall'episodio 18 Sam e le bambole)
- Jiji (dall'episodio 30 Un mostro inatteso)
- Chiffon Puppet (creato per il videogioco)
- Clown (creato per il videogioco)
- Female magician (creato per il videogioco)

## Versione per Mega Drive
La conversione del videogioco per Mega Drive contiene la maggior parte dei livelli presenti nella versione per SNES, anche se alcuni sono stati cambiati o completamente sostituiti. Alcuni dei boss finali sono differenti, e nella modalità difficile alla fine del gioco il boss finale è Queen Metallia. Non è presente nessuna delle musiche della versione per SNES, ad eccezione del tema principale della schermata iniziale. Il videogioco inoltre presenta finali differenti per ognuno dei cinque personaggi.